# Třída Grayback
Třída Grayback byla třída raketonosných ponorek námořnictva Spojených států amerických z doby studené války. Jednalo se o konvenční stíhací ponorky třídy Darter upravené během stavby na nosiče střel s plochou dráhou letu vybavených jadernou hlavicí. Obě ponorky byly v této roli provozovány pouze v letech 1958-1964 a poté je z výzbroje vytlačily mnohem praktičtější nosiče balistických raket. Zatímco USS Grayback sloužila v letech 1968-1984 ke zvláštním úkolům, USS Growler se do služby již nevrátila a od roku 1988 je vystavena jako muzejní loď v Intrepid Sea, Air & Space Museum v New Yorku.

## Stavba
Pokusy s nesením a vypouštěním střel s plochou dráhou letu americké námořnictvo provádělo od roku 1947 na upravených druhoválečných ponorkách třídy Balao USS Barbero (SS-317), USS Carbonero (SS-337) a USS Cusk (SS-348). Schopnost zasazování jaderných úderů měla dát námořnictvu nově vyvinutá střela s plochou dráhou letu Regulus. Pro její nesení bylo rozhodnuto upravit rozestavěné konvenční útočné ponorky USS Grayback a USS Growler třídy Darter. První ponorku postavila v letech 1954-1959 loděnice Mare Island Naval Shipyard ve Vallejo ve státě Kalifornie. Druhou postavila v letech 1955-1958 loděnice Portsmouth Naval Shipyard v Kittery ve státě Maine.
Jednotky třídy Grayback:
| Jméno                  | Loděnice                   | Založení kýlu    | Spuštěna         | Vstup do služby | Status |
| ---------------------- | -------------------------- | ---------------- | ---------------- | --------------- | --- |
| USS Grayback (SSG-574) | Mare Island Naval Shipyard | 1. července 1954 | 2. července 1957 | 7. března 1958  | Vyřazena 1964, přestavěna na mateřskou loď speciálních úderných skupin Navy SEALs a roku 1968 reaktivována jako (USS Grayback LPSS-574, nějaký čas nesla též kód APSS-574). Definitivně vyřazena 16. června 1984. Dne 13. dubna 1986 potopena v zátoce Subic jako cvičný cíl. |
| USS Growler (SSG-577)  | Portsmouth Naval Shipyard  | 15. února 1955   | 5. dubna 1958    | 30. srpna 1958  | Vyřazena 25. května 1964, převedena do rezervy, dne 30. září 1980 vyškrtnuta z námořního registru. Od 29. září 1988 muzejní loď v Intrepid Parku v New Yorku. |

## Konstrukce

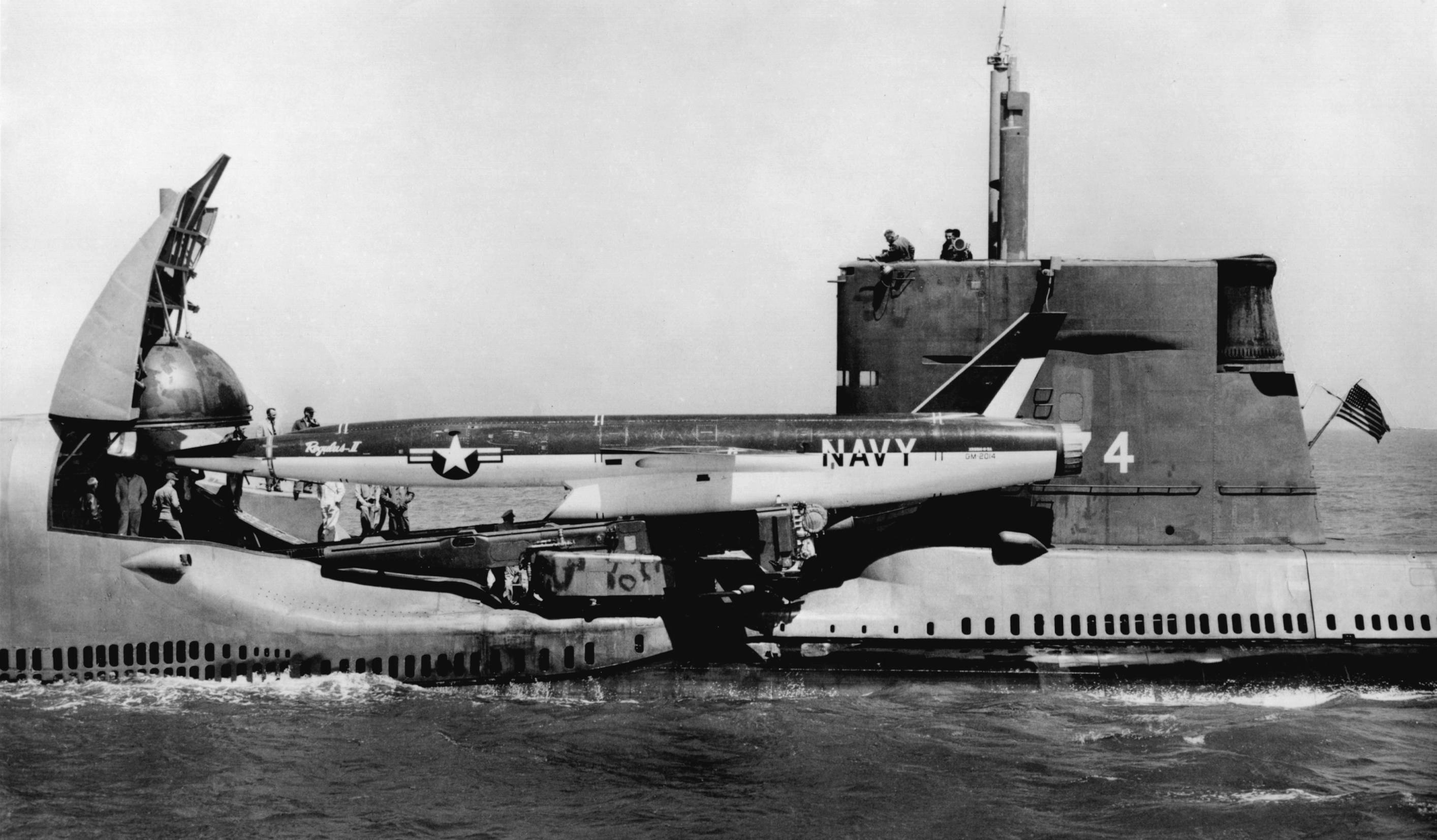
Grayback se střelou Regulus II

Konstrukce, rozměry a výtlak obou ponorek se mírně lišily. Ponorky byly vyzbrojeny 533mm torpédomety, kterých první nesla osm (šest příďových a dva záďové) a druhá šest (čtyři příďové a dva záďové). Údernou výzbroj tvořily čtyři střely Regulus s jadernou hlavicí, uložené v rozměrném hangáru na přídi a vypouštěné z jednoho odpalovacího zařízení. Později je mohly nahradit dvě rozměrnější nadzvukové střely Regulus II. Pohonný systém tvořily tři diesely Fairbanks-Morse a dva elektromotory, pohánějící dva lodní šrouby. Diesely měly na šroubu výkon 4600 hp a elektromotory 5600 hp. Nejvyšší rychlost dosahovala 15 uzlů na hladině a 12 uzlů pod hladinou.

### Modifikace

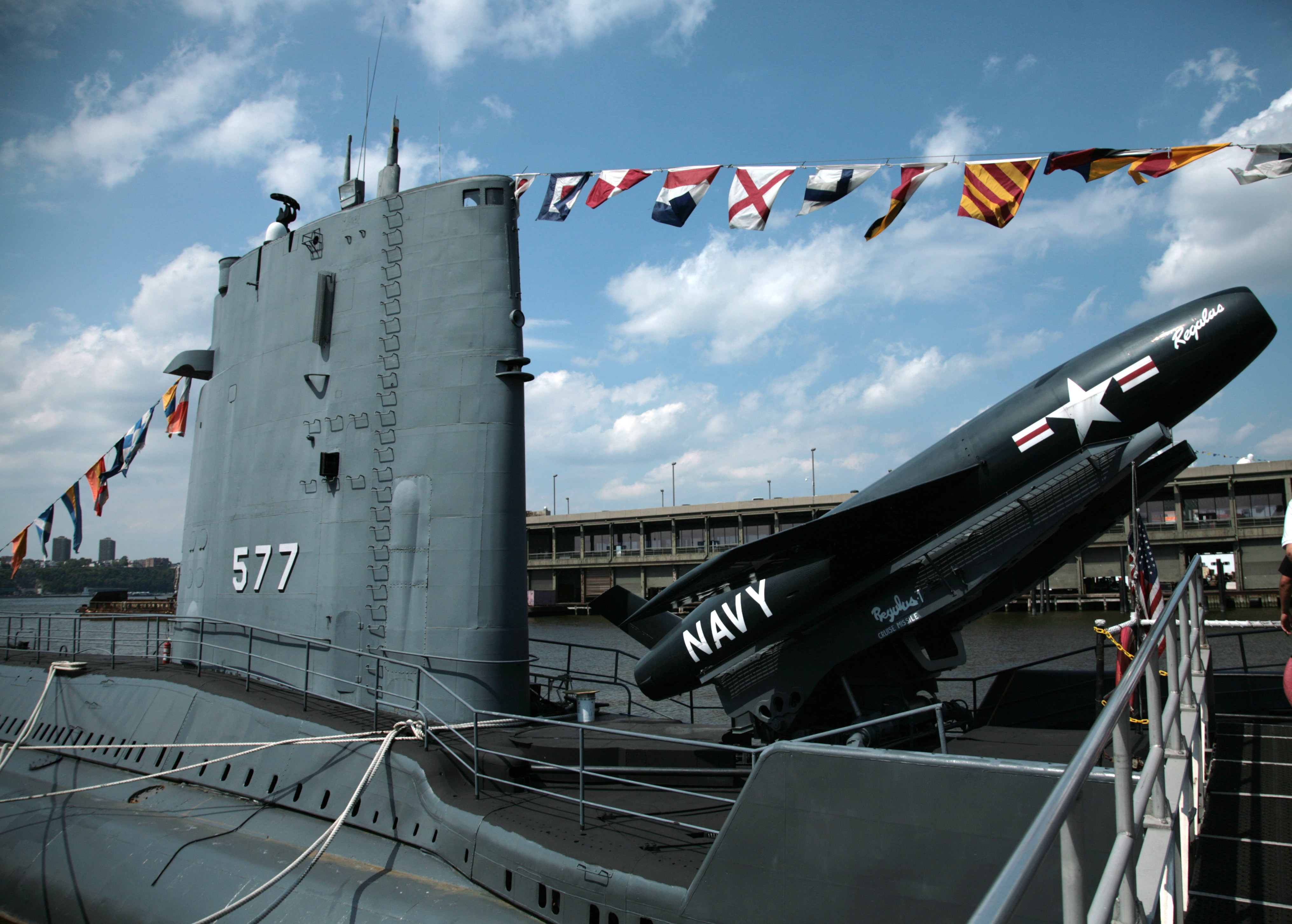
Growler se střelou Regulus I

Ponorka Grayback byla přestavěna na mateřskou ponork speciálních jednotek SEAL. Velmi vhodná pro tento účel byla zejména díky prostornému příďovému hangáru. Práce začaly v roce 1967 a ponorka se do služby vrátila v květnu 1969. Grayback se stala nejvýkonnější ponorkou využívanou speciálními jednotkami. Původně měly být přestavěny obě ponorky třídy Grayback, u první však byl překročen rozpočet a na přestabnu její sesterské ponorky už nebyly prostředky. Trup ponorky byl prodloužen o 3,5 metru vložením sekce se dvěma pomocnými palivovými nádržemi. Hangár pro řízené střely byl přestavěn na zaplavitelný dok (Dry Dock Shelter) pro 67 mariňáků a dva ponorné prostředky SEAL Delivery Vehicle (SDV), které mohly být vypouštěny i během plavby pod vodou. Levý hangár byl navíc vybaven dekompresní komorou při žabí muže. Úpravy snížily rychlost ponorky o dva uzly.

## Operační služba

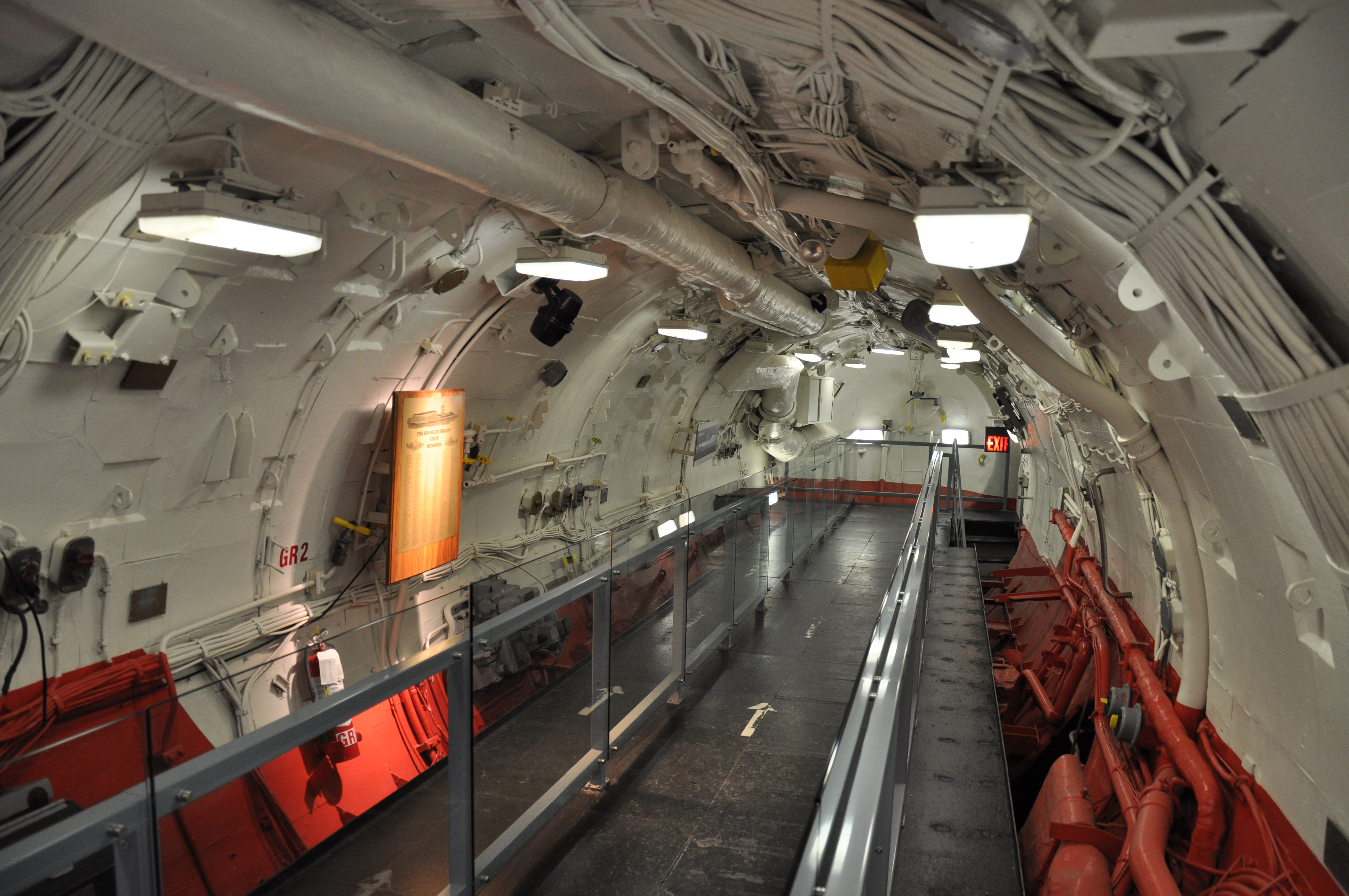
Interiér ponorky Growler

Obě ponorky byly jako nosiče střel s plochou dráhou letu provozovány pouze v letech 1958-1964. Velmi rychle zastaraly a z výzbroje je vytlačily mnohem praktičtější nosiče balistických raket Polaris (ty byly mimo jiné mnohem méně zranitelné, neboť se nemusely vynořovat kvůli vypuštění raket a jejich navedení na cíl). Další osudy obou ponorek jsou velmi odlišné. Vyřazení Growleru zůstalo definitivní a ponorka je od roku 1988 vystavena jako muzejní loď v newyorském Intrepid Sea, Air & Space Museum.
Naopak Grayback byla přestavěna na obojživelnou transportní ponorku s trupovým číslem (LPSS-574 – Landing Personnel) a v letech 1968-1984 používána zejména ke zvláštním úkolům, z nichž většina zůstala dodnes utajena. V roce 1971 ponorka získala přezdívku USS Crunchback. Během výcviku v zátoce Subic příliš brzy zavřená vrata hangáru rozdrtila vyplouvající miniponorku SDV Mk.VII. Nikdo přitom nebyl raněn.
V noci na 3. června 1972 se Grayback podílela na operaci Thunderhead – posledním pokusu o osvobození amerických vojáků zajatých ve vietnamské válce. Neúspěšná mise do ústí Rudé řeky musela být zrušena přičemž došlo k úmrtí příslušníka Navy SEALs Melvina Drye.
Ponorka Grayback operovala v Asii do svého vyřazení roku 1984. Pozitivní zkušenosti z jejího provozu vedly k vývoji nových zařízení Dry Deck Shelter, která mohla být od roku 1987 instalována na palubu jaderných útočných ponorek třídy Los Angeles.